# Maria Opieńska
Maria Opieńska z Gąsiorowskich (ur. 2 kwietnia 1872 w Dobromierzycach, zm. po 1939) – polska działaczka narodowa i społeczna, członkini Narodowej Organizacji Kobiet, harcerka, porucznik Wojska Polskiego, obrończyni Lwowa.

## Życiorys

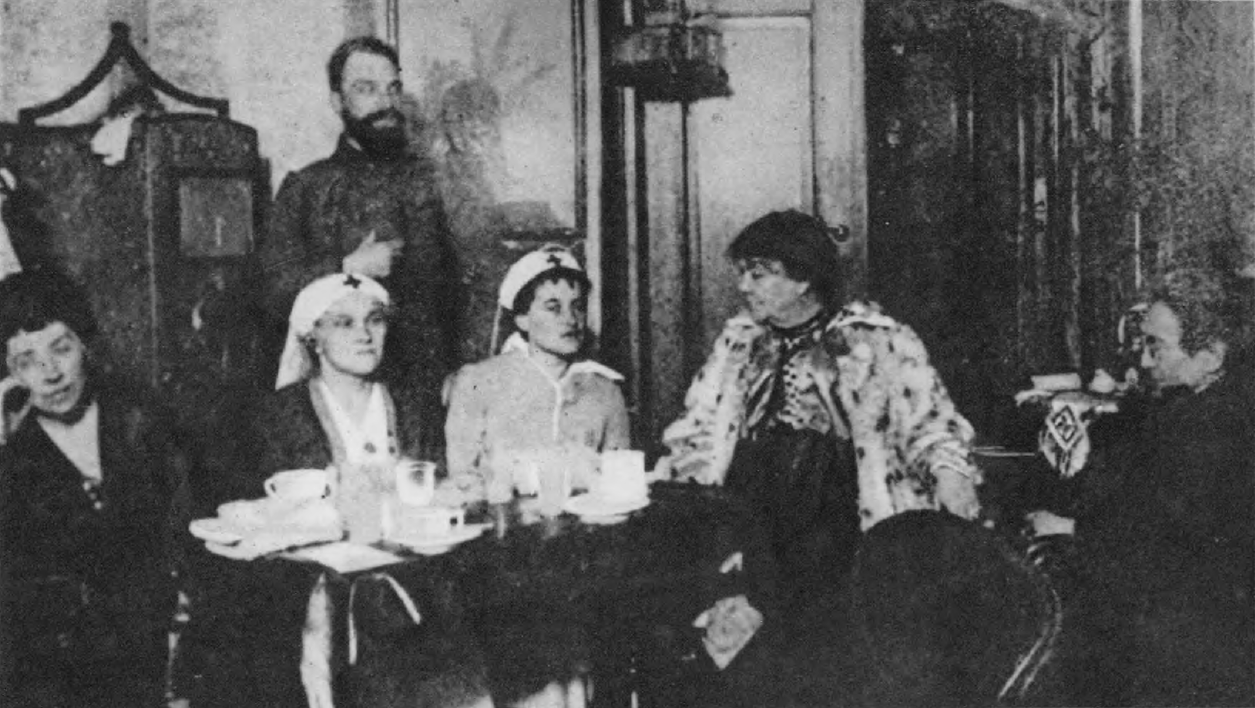
Delegacja wizytująca obozy ukraińskie w Pałacu Rejów w Mikulińcach, rok 1919. Siedzą od lewej: Maria Bogucka, Maria Opieńska, Teodozja Dzieduszycka, Józefa Rejowa, Maria Dulębianka

W 1905 była członkinią koła Towarzystwa Szkoły Ludowej w Żółkwi. Od września 1908 należała do Wydziału Ligi Pomocy Przemysłowej i Organizacji Narodowej IV okręgu. Była zastępczynią Naczelnego Komendanta Drużyn Skautowych.
W sierpniu 1914 była wiceprzewodniczącą Zjednoczenia Chrześcijańskiego Polskich Organizacji Kobiecych. W czasie ataku Rosjan na Galicję pracowała jako samarytanka Sióstr Błękitnych. W październiku 1918 wybrano ją do Wydziału „Sokoła-Macierzy”. Podczas obrony Lwowa kierowała służbą kurierską, wywiadowczą i sanitarną harcerek oraz sokolic. Służyła jako podporucznik w 1. batalionie Ochotniczej Legii Kobiet. Razem z mężem należała do Polskiego Komitetu Ratunkowego dla powiatu lwowskiego. W 1919 wraz z Teodozją Dzieduszycką i Marią Dulębianką uczestniczyła w delegacji wizytującej ukraińskie obozy dla internowanych. Delegatki zaraziły się tyfusem plamistym – jako jedyna z nich przeżyła Opieńska. Posiadała stopień wojskowy porucznika.
W odrodzonej Polsce działała w Narodowej Organizacji Kobiet. W 1920 została członkinią Rady Głównej Opiekuńczej. Była członkinią Wydziału Wykonawczego Ligi Samoobrony Społecznej. Należała do Ligi Obrony Powietrznej i Przeciwgazowej. Była członkinią Obozu Wielkiej Polski. W 1934 zasiadała w zarządzie Małopolskiej Dzielnicy Sokolej. W 1938 została członkinią wydziału Grupy „Sokół-Macierz” Obrońców Lwowa w ramach Związku Obrońców Lwowa. W 1939 kandydowała do Rady Miejskiej Lwowa z listy nr 3 (Blok Katolicko-Narodowy) w okręgu wyborczym nr I.

## Rodzina
Była córką Stanisława Gąsiorowskiego i Róży z Nowosielskich. 28 października 1893 w Kościele Mariackim w Krakowie wyszła za mąż za Jana Opieńskiego h. Pniejnia, lekarza. Miała z nim córkę Janinę po mężu Blauth, biochemiczkę i działaczkę niepodległościową. Jej szwagrem był kompozytor Henryk Opieński.

## Ordery i odznaczenia
- Srebrny Krzyż Zasługi (18 marca 1930[16], odmówiła jego przyjęcia[17])
- Medal Niepodległości (22 kwietnia 1938)[18]
- Krzyż Obrony Lwowa[7]
- Brązowa Odznaka „Znak Sokoła”[19][20]
- Odznaka ZHP „Wdzięczności”[21]

## Upamiętnienie
Była patronką istniejącej w latach 1989-2005 37 Górskiej Drużyny Harcerskiej „Orlica”.